# 白水の滝 (群馬県)
白水の滝（しらみずのたき）は、群馬県多野郡神流町を流れる神流川支流にかかる滝である。

## 概要
本滝は、叶山の山腹から湧き出す水が斜面に沿って流れ落ちる潜流瀑である。流水に砂礫や流木がなく浸食力が弱いため、成長した苔の間を白い水が流れ落ち、大変美しい女性的な滝となっている。
本滝が位置する叶山は、全体が石炭紀〜ペルム紀の巨大な石灰岩体である。山体の周囲は切り立った崖で覆われており、叶後の牢口と呼ばれる深い切れ込みがある。叶山の山頂部は石灰岩鉱山となっており、秩父太平洋セメントが商業採鉱している。本滝の手前に鉱山への入り口のトンネルがあり（関係者以外進入不可）、その脇に車数台ほどの駐車スペースがある。

## 周辺
- 道の駅万葉の里
- 瀬林の漣痕 - 白亜紀の漣痕と恐竜の足跡
- 神流町恐竜センター

## ギャラリー

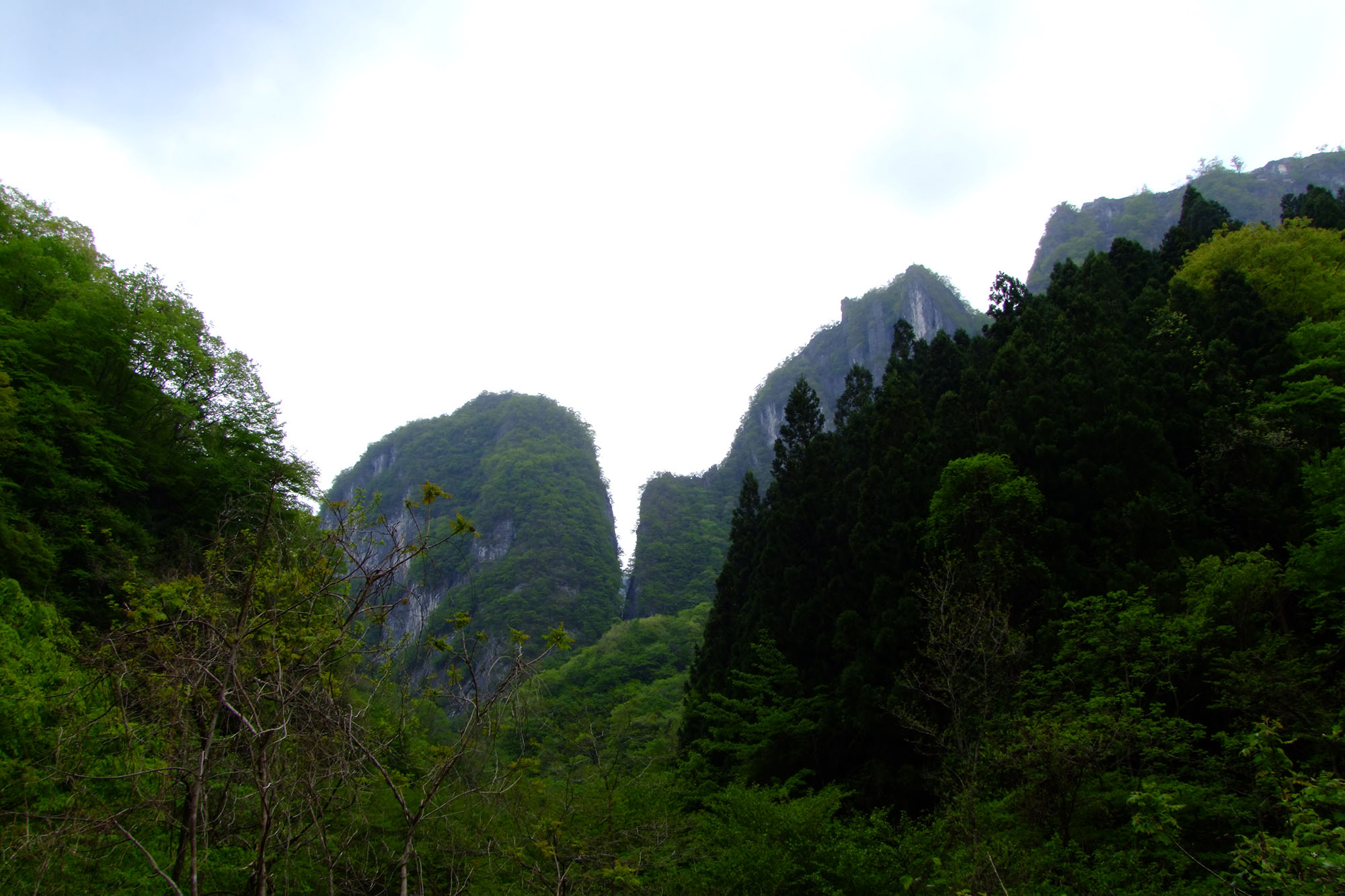
叶山と叶後の牢口。
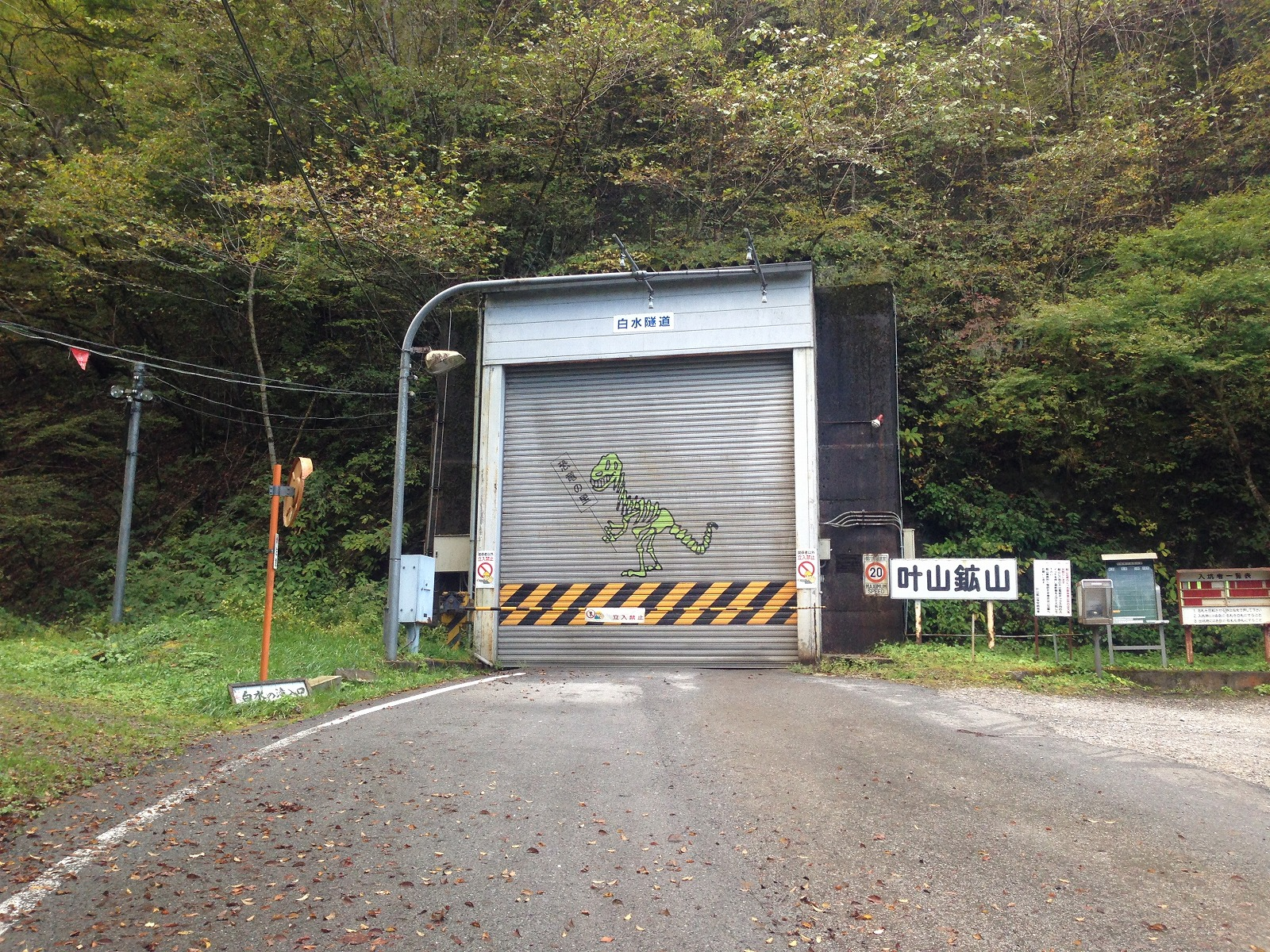
叶山鉱山へのトンネル